# Rudolf Barshai
Rudolf Borisovich Barshai (28 de setembro de 1924 — 2 de novembro de 2010) foi um maestro e violinista russo.